# Épistémologie
Der Ausdruck Epistemologie (französisch épistémologie) wird synonym für Erkenntnistheorie verwendet, das Teilgebiet der Philosophie, das sich mit der Frage nach den Bedingungen von begründetem Wissen befasst. Als Bezeichnung für eine spezifische Richtung wird Epistemologie in der internationalen und der historischen Wissenschaftsforschung genutzt, die analysiert, was Wissen zu wissenschaftlichem Wissen macht. An diesen französischen Sprachgebrauch anknüpfend, geht es dabei, wie es der Wissenschaftshistoriker Hans-Jörg Rheinberger formuliert, um die „Reflexion auf die historischen Bedingungen, unter denen, und die Mittel, mit denen Dinge zu Objekten des Wissens gemacht werden, an denen der Prozess der wissenschaftlichen Erkenntnisgewinnung in Gang gesetzt sowie in Gang gehalten wird“.  An der Wende vom 19. zum 20. Jahrhundert lässt sich ein Umschlag von der Erkenntnistheorie der klassischen philosophischen Tradition zur Epistemologie im beschriebenen Sinne feststellen. Der vorherige Ausgangspunkt war der des erkennenden Subjektes, das das Verhältnis von Begriff und Objekt in den Mittelpunkt stellt. Ersetzt wird dieses durch die Reflexion des Verhältnisses von Objekt und Begriff, die nun am zu erkennenden Objekt ansetzt. Anstatt zu fragen, wie das erkennende Subjekt seine Gegenstände in den Blick bekommen kann, wird nun gefragt, welche Bedingungen geschaffen wurden oder geschaffen werden müssen, um Gegenstände unter jeweils zu bestimmenden Bedingungen zu Gegenständen von empirischem Wissen zu machen.
Im Französischen wird bereits seit Anfang des 20. Jahrhunderts zwischen Épistémologie und Erkenntnistheorie unterschieden; der Ausdruck „Épistémologie“ wurde jedoch noch fast bis zum Ende des 20. Jahrhunderts zur Bezeichnung der „Philosophie der Wissenschaften“, aber in einem bestimmten Sinne (André Lalande, Vocabulaire technique et critique de la Philosophie, Paris 1947) verwendet. Die Vertreter der Épistémologie betonen den Unterschied zwischen Erkenntnistheorie und Épistémologie, weil die Probleme der Wissenschaften unter ausdrücklichem Ausschluss „traditioneller“ philosophisch-weltanschaulicher Grundannahmen untersucht werden sollen. Doch besteht selbst in Frankreich etwa seit Anfang der 1980er Jahre mit der massiven Rezeption der englischsprachigen analytischen Philosophie und Wissenschaftstheorie die deutliche Tendenz, die französische Sonderbedeutung des Ausdrucks aufzugeben und den Ausdruck „Epistemologie“ im Sinn von „Erkenntnistheorie“ zu gebrauchen.

## Bachelards wissenschaftlicher Rationalismus
Seit den 1930er Jahren konstituierte sich die Épistémologie in Frankreich als eine Richtung der gegenwärtigen Philosophie. Als Begründer gilt Gaston Bachelard. Er sieht die Épistémologie als „einen neuen Typ der Philosophie“, als das „Selbstbewusstsein“ der Wissenschaften, das er der wissenschaftsfernen Universitätsphilosophie seiner Zeit, die er durch Louis Lavelle, René Le Senne, Emile Chartier Alain und andere vertreten sah, wie auch dem logischen Neopositivismus entgegensetzte.
Bachelard bewegt sich zwischen Phänomenologie und Positivismus. Er lehnt die Auffassung ab, wissenschaftliche Erkenntnisse spiegelten eine von ihnen unabhängige Natur wider, und leugnet in diesem Sinn einen wissenschaftsunabhängigen Begriff objektiver Wahrheit. Zwischen der Welt des naiven Bewusstseins und dem wissenschaftlichen Geist gebe es keine Kontinuität, vielmehr konstituiere sich die Wissenschaft durch die Abgrenzung von den naiven Vorstellungen des vorwissenschaftlichen Denkens. In seinen Hauptwerken Le Nouvel esprit scientifique (1934) und La philosophie du non. Éssai d’une philosophie de nouvel esprit scientifique (1940) formuliert Bachelard die grundlegenden Thesen seines Rationalismus, mit denen er ausdrücklich an Auffassungen Henri Bergsons über „intuition“, „schöpferische Evolution“ und „élan vital“ anknüpft, die er jedoch so stark in seinem Sinn umdeutet, dass sie mit Bergsons lebensphilosophischer Philosophie nicht mehr viel gemeinsam haben.
Die Wissenschaften betrachtet er als je besondere Formen der Rationalität. Da jede Wissenschaft eine eigene „regionale“ Rationalität hat, befürwortet Bachelard einen „epistemologischen Pluralismus“. Auch die Vertreter der neueren Épistémologie wie beispielsweise Michel Serres insistieren auf der spezifischen Bedeutung einer jeden Wissenschaft und lehnen rein philosophische Fragestellungen ab.

## Cavaillès’ Philosophie des Begriffs
Eine mit Bachelards Épistémologie verwandte, aber von ihr durch ihren Antisubjektivismus deutlich unterschiedene Erscheinung ist die „Philosophie des Begriffs“ von Jean Cavaillès, der von der mathematischen Logik herkam und gegen Phänomenologie und Neukantianismus eine Philosophie ohne Subjekt konzipierte.
Trotz dieser Unterschiede bildeten beide Ansätze eine gemeinsame Tradition aus, in der die philosophischen Motive von Cavaillès aber zunehmend stärkeres Gewicht erhielten. Zu Bachelards und Cavaillès’ Schülern gehörten Georges Canguilhem und Jules Vuillemin, die die Tradition der Épistémologie auch in der zweiten Hälfte des 20. Jahrhunderts fortsetzten.
Auf Canguilhem und Vuillemin beziehen sich die französischen Philosophen, Soziologen und Wissenschaftstheoretiker, die an diese Tradition anknüpfen (neben den unten genannten Foucault und Althusser etwa auch Pierre Bourdieu). Auf Cavaillès hat sich auch Jacques Derrida in seinen frühen Arbeiten berufen.

## Althussers marxistischer Antihumanismus
In den 1960er Jahren unternahm Louis Althusser den Versuch, eine Epistemologie auf marxistischer Grundlage auszuarbeiten, die sich auf eine neue „epistemologische Lektüre“ des marxschen Hauptwerks Das Kapital gründen sollte (Pour Marx, Lire le Capital).
Sein Versuch sollte vor allem dem Mechanismus der abstrakt „humanistischen“ Fehlinterpretation der marxistischen Grundlagen entgegentreten. Dabei stützte er sich weitgehend auf die Thesen von Bachelard und Canguilhem, in deren Nachfolge er die Wissenschaft (in seinem Verständnis: die marxistische Theorie des Kapitalismus) und Ideologie durch einen „epistemologischen Schnitt“ (coupure épistémologique) voneinander getrennt sah. In seiner Marxinterpretation trennte er so zwischen dem von anthropologischen Motiven bestimmten Frühwerk und Marx’ reifen ökonomischen Arbeiten, in denen sich keine Bezüge auf aus der idealistischen Philosophie stammende „humanistische“ Kategorien mehr finden.
Da der „Humanismus“ einer der Hauptbegriffe des Stalinismus der 1950er Jahre war, führte Althussers „antihumanistische“ Polemik zu erheblichen Auseinandersetzungen innerhalb der Kommunistischen Partei Frankreichs und unter den damals stark marxistisch geprägten Intellektuellen. Auch Foucaults erklärter Antihumanismus ist vor diesem Hintergrund zu sehen. Die Verteidigung des „Humanismus“ gegen Althusser und Foucault im Namen der kommunistischen Partei übernahm der seinerzeitige Vordenker der Partei, Roger Garaudy.
An Althusser schloss sich ein Kreis von Studenten an der École normale supérieure an, die zusammen mit ihm zu den Verfassern des Buches Lire le Capital gehörten. Da sie auch zu den Hörern Jacques Lacans gehörten, wurde auch das Spätwerk Lacans von den wissenschaftstheoretischen Überlegungen der Épistémologie, vor allem in der von Georges Canguilhem vertretenen Form, beeinflusst.

## Foucaults strukturalistische Épistémologie
Die Vertreter der französischen Épistémologie räumen der Wissenschaftsgeschichte einen besonderen Platz ein. Gegen die positivistische Geschichtsschreibung, die die Geschichte als linearen und kumulativen Prozess deutet, heben die Epistemologen die Diskontinuität hervor. Wissenschaftsgeschichte ist eine histoire récurrente („retrospektive Geschichte“).
An diese Auffassung knüpft Michel Foucault in seinen beiden Werken Les mots et les choses (1966) und L’archéologie du savoir (1969) an, die die Auseinandersetzungen um die Épistémologie in Frankreich belebten und im Anschluss an Althusser und Canguilhem den Versuch darstellten, eine strukturalistische Épistémologie auszuarbeiten. In späteren Jahren hat Foucault sich jedoch von diesen beiden Werken und der in ihnen vertretenen Konzeption distanziert.
Der zentrale Begriff der foucaultschen Épistémologie in ihrer strukturalistischen Phase ist der Begriff „Epistémè“. Mit ihm ist die Struktur des Denkens jeder Epoche gemeint, die den Wissenschaften das Gepräge gibt. Mit dem Begriff „Epistémè“ ist der „theoretische Antihumanismus“ der strukturalen Épistémologie verbunden, der sich von der Zentralstellung des Erkenntnissubjekts in der Phänomenologie und im Neukantianismus und des Menschen in den Geisteswissenschaften (im Französischen: „sciences de l’homme“) verabschiedet, die mit einer polemisch zu verstehenden Formulierung als „Humanismus“ bezeichnet werden. Die Kritik daran formulierte Foucault in der Forderung, „sogar die Idee vom Menschen in der Forschung und im Denken überflüssig zu machen“. Das ermögliche es, die den Menschen konstituierenden Bedingungen analytisch in den Blick zu nehmen.